# Batalla de La Victoria (1902)
La Batalla de La Victoria fue un combate ocurrido entre el 12 de octubre y el 2 de noviembre de 1902 en la ciudad venezolana de La Victoria, Estado Aragua. La batalla representó el punto álgido de la Revolución Libertadora, la última guerra civil venezolana ocurrida entre 1901-1903. La batalla de La Victoria fue la más grande de las guerras civiles venezolanas. En ella combatieron más de 20.000 hombres con un moderno armamento y por su duración de casi un mes. A su vez constituyó el último gran enfrentamiento que los caudillos regionales opusieron al gobierno central.

## Antecedentes
Para julio de 1902 solo quedaban en poder del gobierno Restaurador del general  Cipriano Castro los estados Miranda, Aragua y Carabobo en el centro del país; y los estados Trujillo, Zulia, Mérida y Táchira en el occidente. El 5 de julio Castro encarga la presidencia de Venezuela al general Juan Vicente Gómez y marcha con su ejército al oriente con el fin de evitar una concentración de los ejércitos revolucionarios de Oriente y Occidente entre el sur de Aragua y norte de Guárico.
La operación fracasa por la derrotas sufridas en Guanaguana y Aragua de Barcelona y la temida reunión de los revolucionarios se efectúa en Villa de Cura. Castro, en desventaja numérica se acuartela en La Victoria, en aquella época capital del estado Aragua. El grueso del ejército revolucionario de unos 15.000 hombres avanzaba desde Villa de Cura y en su retaguardia una división enemiga le cortaba las comunicaciones con Caracas.
Luciano Mendoza y Manuel Antonio Matos deciden aplazar el ataque a Caracas a través de los valles del Tuy como lo había planeado Domingo Monagas Marrero, en su lugar deciden ir de frente contra el restaurador en La Victoria con lo que esperaban un triunfo definitivo terminara la guerra.

## La batalla
El asedio de La Victoria comienza el 12 de octubre de 1902 y se desarrolla a lo largo de las colinas que rodean la ciudad. Castro intenta romper varias veces el cerco sin éxito.
Con el paso de los días la situación del Restaurador se torna crítica, las municiones y suministros escasean, pero la situación cambiaría con la llegada de las fuerzas andinas de la División Trujillo al mando de los generales Leopoldo Baptista, Pedro Linares, Pedro María Cárdenas  y por los 1000 hombres de refuerzo al mando de Juan Vicente Gómez. Además los refuerzos también traían un convoy con municiones y pertrechos transportado desde Caracas por vía férrea. Las fuerzas leales al gobierno sumaban 5.000 hombres pero a pesar de la desventaja numérica, Castro contaba con recursos bélicos de extrema importancia, rifles de repetición Mauser y cañones Krupp de tiro rápido, los primeros del país, con las cuales sus hombres obtenían un mayor poder de fuego.
Al ejército revolucionario se les comienzan a agotar los pertrechos, es entonces que se desarrolla una de las acciones más famosas de la batalla, 40 hombres de la División Trujillo realizan una exitosa carga de machete contra una línea enemiga y logran romper el cerco.
Una derrota en La Victoria hubiese acabado con el dominio del Restaurador. En su lugar las fuerzas de Castro se impusieron sobre los revolucionarios por su disciplina, armamento y unidad de mando. Mientras que el ejército restaurador estaba firmemente dirigido por Cipriano Castro las fuerzas revolucionarias tenían un mando más descentralizado por no contar con una figura fuerte que pudiera reunir bajo su mando a caudillos tan prestigiosos como Nicolás Rolando, Zoilo Vidal y los demás que acompañaron el alzamiento.

## Consecuencias
El día 2 de noviembre, el General Manuel Antonio Matos ordenó desde San Mateo, a los cuerpos del Ejército Libertador que empezaran a retirarse del campo de batalla. Cada cuerpo del ejército revolucionario regresaría a su lugar de origen. Dos mil soldados quedaron tendidos en el campo de batalla. El presidente Cipriano Castro calificó la batalla de La Victoria como la más reñida de las guerras civiles. De allí salió fortalecido el «Siempre Vencedor Jamás Vencido» y le fue dada a la ciudad el pomposo título de «Ciudad Santa de la Restauración». El General Matos explicó la derrota por la incapacidad militar del General Luciano Mendoza.
El ejército revolucionario de Occidente regresa a Barquisimeto y a las tropas orientales que comanda el General Rolando las hace acampar en Guatire, hasta el mes de abril de 1903, con el propósito de realizar un ataque sorpresivo a Caracas, sin tener ahora que atender a las indicaciones del General Luciano Mendoza, culpable según el General Matos, del desastre de La Victoria. El General Matos se había embarcado en Tucacas rumbo a Curazao.
Después de La Victoria los revolucionarios se separarían y no volverían a representar un verdadero peligro para el gobierno de Castro hasta el final de la guerra en la batalla de Ciudad Bolívar cuando el ejército de Juan Vicente Gómez derrota el 21 de julio de 1903 a las fuerzas revolucionarias al mando de Nicolás Rolando.